# Antrobia culveri
Antrobia culveri är en snäckart som beskrevs av Leslie Raymond Hubricht 1971. Antrobia culveri ingår i släktet Antrobia och familjen tusensnäckor. IUCN kategoriserar arten globalt som starkt hotad. Inga underarter finns listade i Catalogue of Life.

## Bildgalleri

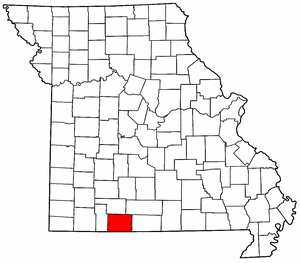